# Ставров (село)
Ставров (укр. Ставрів) — село в Подлозцевской сельской общине Дубенского района Ровненской области Украины.
До 2020 года входило в Млиновский район.
Население по переписи 2001 года составляло 490 человек. Почтовый индекс — 35132. Телефонный код — 3659. Код КОАТУУ — 5623886704.